# Libušina chata
Libušina chata stojí pod Vítkovým vrchem u Beethovenovy cesty na svahu klesajícím k řece Teplé v lázeňských lesích města Karlovy Vary.

## Historie
Chata pochází z roku 1959. O historii jejího vzniku zatím nejsou známy podrobnosti.

## Popis
Jedná se o otevřenou dřevěnou chatu obdélného půdorysu s výraznou protáhlou sešikmenou střechou. Lze k ní vystoupat po několika (patnácti) schodech z Beethovenovy cesty. Je celoročně volně přístupná.